# Curcuma pedicellata
Curcuma pedicellata là một loài thực vật có hoa trong họ Gừng. Loài này được Arunrat Chaveerach và Piya Mokkamul mô tả khoa học đầu tiên năm 2007 dưới danh pháp Stahlianthus pedicellatus. Năm 2015, Jana Leong-Škorničková chuyển nó sang chi Curcuma. Mẫu định danh: P. Mokkamul & A. Chaveerach 315, thu thập ở cao độ 200–300 m, tại làng Wang Krabao, huyện Pla Pak, tỉnh Nakhon Phanom, Thái Lan. Tên gọi thông thường trong tiéng Thái là waan dak dae, kra chaeo khao.

## Từ nguyên
Tính từ định danh là để chỉ hoa có cuống rõ nét của nó.

## Phân bố
Loài này được tìm thấy ở huyện Pla Pak, tỉnh Nakhon Phanom, đông bắc Thái Lan. Môi trường sống là đất cát tơi xốp rải rác với sa thạch và đá ong dưới tán các loài như Shorea obtusa và S. siamensis trong rừng lá sớm rụng, ở cao độ 200–300 m.

## Mô tả
Cây thân thảo một năm, thân rễ ngắn, thẳng, mập, các rễ sợi đôi khi phình to thành củ hình cầu ở đỉnh. Thân giả cao 15–30 cm, xuất hiện sau khi cụm hoa héo. Bẹ lá 2-3, 4,0-8,0 × 0,6-0,8 cm, màu đỏ, đỏ ánh lục hay lục với sọc đỏ, đỉnh nhọn. Cuống lá dài 4,0-6,5 cm, xanh lục, đỏ hay lục ánh đỏ, mặt trên có đường xoi, nhẵn nhụi. Lưỡi bẹ rất ngắn, dài ~0,2 cm, đỉnh 2 thùy, tù đến thuôn tròn, có lông rung. Lá thẳng, hình trứng ngược hẹp-thuôn dài hoặc hình mác ngược thuôn dài, 12,5-16,5 × 1,0-1,5 cm, đáy hình nêm hẹp, đỉnh nhọn, có lông rung, mặt trên xanh lục với sọc đỏ dọc theo gân giữa, nhẵn nhụi, mặt dưới xanh lục, ánh tía hoặc lục ánh tía, có lông tơ. Cụm hoa sinh từ thân rễ, thẳng, dài 4,5-9,0 cm, cuống cụm dài 3,0-6,0 cm, phẳng hay hình trụ. Lá bắc hình chuông, 3,2-3,5 × 1,3-1,7 cm, đỉnh 2 thùy hiếm khi 3 thùy, đỉnh thùy tù đến nhọn, uốn ngược, màu xanh lục rậm các sọc từ đáy tới đỉnh hoặc đỏ, nhẵn nhụi. Lá bắc con thẳng, 1,0 × 0,1 cm, như màng, đỉnh tù, nhẵn nhụi. Hoa 15-30, trắng, cuống hoa dài ~0,3 cm. Ống đài 8,0 × 0,3 cm, như màng, đỉnh 3 thùy, đỉnh thùy thuôn tròn, nhẵn nhụi. Ống tràng ~1,5 × 0,2 cm, thon về phía miệng, màu trắng, nhẵn nhụi, thùy lưng hình trứng-thuôn dài, ~1 × 0,4 cm, hình thuyền, đỉnh có nắp với mấu nhọn dài ~0,1 cm, màu trắng, nhẵn nhụi, thùy bên hình trứng-thuôn dài, ~1,0 × 0,4 cm, đỉnh thuôn tròn, màu trắng, nhẵn nhụi. Nhị lép bên hình trứng ngược, 1,2 × 0,5 cm, mặt trong có lông, đáy màu vàng, đỉnh màu trắng. Cánh môi hình thìa, 1,8-2,0 cm × 1,3-1,5 cm, vuốt ở đáy 0,7 × 0,5 cm, phần trung tâm màu vàng với vết màu đỏ tại đáy, đỉnh màu trắng, có khía răng cưa hoặc 2 thùy ngắn, đỉnh thùy thuôn tròn và khía tai bèo, có lông. Chỉ nhị rất ngắn, ~0,2 × 0,1 cm, phẳng, trắng, nhẵn nhụi. Bao phấn 0,2-0,3 × 0,1-0,2 cm, trắng, nhẵn nhụi, mào bao phấn hình trứng, 0,3-0,4 × 0,2-0,3 cm, đỉnh tù đến thuôn tròn hiếm khi có khía răng cưa, trắng, nhẵn nhụi. Đầu nhụy hình chén, với thùy giữa mặt lưng trải dài ~0,05 cm, trắng, nhẵn nhụi. Quả hình elipxoit, 0,7-0,8 × 0,4-0,5 cm, hình tam giác, trắng, nhẵn nhụi, 3 ngăn, noãn đính trụ, cuống dài ~0,3 cm. Hạt nhiều, hình trứng-thuôn dài, 0,3 × 0,1 cm, nâu, áo hạt có khe nứt. Ra hoa tháng 4, tạo quả tháng 5.
Nó có quan hệ họ hàng gần với S. involucratus ở các điểm như rễ phình to thành củ ở đỉnh, lá bắc thẳng, đỉnh 2 hoặc 3 thùy, lá bắc con thẳng, như màng, cánh môi màu trắng với vết màu vàng trung tâm, hình thìa, đỉnh khía răng cưa. Tuy nhiên, nó khác ở chỗ nở hoa trong mùa khô với 1 hoặc 2 phiến nhỏ tiêu giảm, thân giả xuất hiện sau khi hoa đã héo, đáy cánh môi có vết màu đỏ, đầu nhụy nhẵn nhụi.